# Festival de Cine y Vídeo realizado por Mujeres
Festival de Cine y Vídeo realizado por Mujeres, inicialment Muestra de cine realizado por mujeres, va ser un festival de cinema que es va celebrar a Madrid durant el període comprès entre el 1985 i el 1996. Era impulsat per l'Ateneu Feminista de Madrid i va esdevenir el primer festival dedicat al cinema realitzat per dones de l'estat espanyol. El seu compromís amb el feminisme quedava palès en la tasca pionera de recuperació de pel·lícules fetes per dones i caigudes en l'oblit, així com en la voluntat d'exhibir el treball de cineastes, espanyoles i internacionals, habitualment exclòs dels circuits comercials.
Fundat el 1985 per l'Ateneu Feminista de Madrid sota el nom de Muestra de cine realizado por mujeres, va comptar amb la col·laboració de la Filmoteca Espanyola i més endavant també amb la del Museu Reina Sofia. El Festival va néixer amb una clara voluntat de compromís amb el feminisme i fins a la seva darrera edició l'any 1996 va oferir a les dones un fòrum on mostrar les seves pel·lícules, exhibint films "oblidats" o poc coneguts realitzats per cineastes espanyoles així com treballs internacionals sense distribució a l'Estat espanyol.

## Edicions
1989
L'edició de 1989 es va inaugurar amb la pel·lícula Iris de l'holandesa Mady Saks. Al Cinema Doré es van programar set llargmetratges i tres curtmetratges inèdits a l'Estat espanyol, exceptuant Les noces barberes de Marion Hänsel exhibit l'any 1987. El Festival va comptar amb la presència de la directora alemanya Margit Czenti (Komplizinnen), les britàniques Maureen Blackwood (Perfect image?) i Sally Anderson (The Sea Urchin), i la francesa Valèrie Deschènes (L'amour selon Jeanne). També es van programar els treballs de Cristina Andreu (Brumal), Melanie Read (Send a Gorila), Monika Treut (Virgin Machine), Lizzie Borden (Born in Flames) i Mónica Agulló (Sabor a rosas). Des de l'organització es va mostrar preocupació per l'escassa representació espanyola en el Festival motivada per l'aparent desinterès cap a la innovadora visió del món que pot aportar la dona.
1991
L'edició de 1991 va programar 143 projeccions repartides en diverses seccions, una de les quals va ser dedicada a la cineasta italiana Liliana Cavani. La setena edició del Festival va comptar amb la participació de les realitzadores britàniques Martina Attile, Pratibha Parmar i Ngozi Onwurah, l'australiana Pauline Chan i les estatunidenques Ayoke Chenzira i Julie Dash. A la secció dedicada a les cineastes espanyoles es van mostrar els projectes cinematogràfics de Rosa Vergés, Cristina Andreu, Josefina Molina, Ana Mariscal i Ana Diez, entre d'altres.
1992
L'edició de 1992 es va celebrar entre el 6 i el 15 de novembre, reapartant la seva programació entre les sales de Filmoteca Espanyola i el Museu Nacional d'Art Reina Sofía. Va ser subvencionada per l'Institut de la Dona, la Direcció General de la Dona, l'Institut de la Cinematografia, Filmoteca Espanyola, el Centre d'Estudis i Activitats Culturals, El Corte Inglés i Madrid Capital Europea de la Cultura. L'entrada era gratuïta. El llistat de programació va incluir els següents títols: 
- Geld, Doris Dörrie (Alemania, 1989)

- Mujer ante el espejo, Marisol Trujillo (Cuba, 1983)
- Making Mr. Right, Susan Seidelman (EEUU, 1987)
- Le porte plume, Marie Christine Perrodin (Francia, 1988)
- Flickorna, Mai Zetterling (Suecia, 1969)
- Koekoeskinderen, Eugenie Jansen (Holanda, 1991)
- Moving, Liliane Targownik (Alemania, 1991)
- Nube de lluvia, Patricia Mora (Chile, 1990)
- Se acabó el juego, Inés María Othon Gómez (Cuba 1991)
- A Winter Tan, Jackie Burroughs (Canadá, 1987)
- Is there anything specific you want me to tell you about?, Yau Ching (Honk Kong 1992)
- Nattlek, Mai Zetterling (Suecia, 1966)
- Antuca, María Barea (Perú, 1992)
- Awakenings, Penny Marshall (EEUU, 1991)
- Suspended Abbey, Nicole Tostevin (EEUU, 1991)
- Paradise, Doris Dörrie (Alemania, 1989)